# 生活協同組合コープこうべ

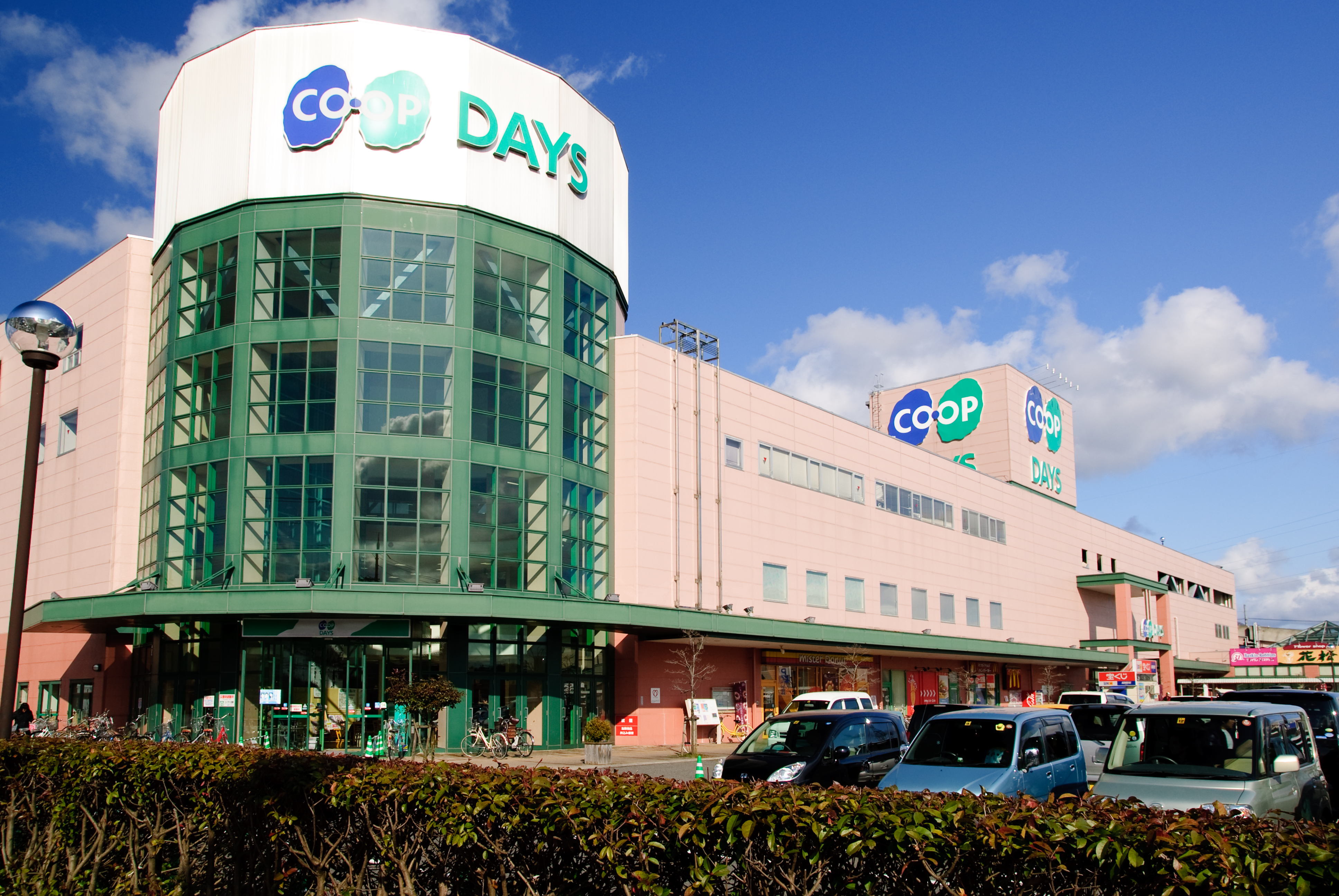
コープこうべ・コープデイズ豊岡

生活協同組合コープこうべ（せいかつきょうどうくみあいコープこうべ）は、兵庫県神戸市東灘区に主たる事務所をおく生活協同組合。組合員数はコープみらい、ユーコープ、コープさっぽろに次いで4番目の多さ(約172.8万人 2023年3月時点)、総事業高（売上高）でもコープさっぽろに比肩 する大規模な生活協同組合で、単一生協としては世界的に見ても最大クラスである。スーパーなど小売業界を取材したレポートでは「巨大空母」とまで形容されることもある。
事業区域は兵庫県全域と淀川以北の大阪府 及び京都府京丹後市で、店舗は神戸市を中心に、西は上郡町、東は大阪府三島郡島本町、北は豊岡市まで、広範囲に渡って展開している。

## 沿革

### 戦前～戦中
- 1918年秋、米価大暴騰。各地で米騒動が勃発。
- 1919年、川崎造船所の職工たちが、悪徳商人の手を経ず、自らの手による適正価格での生活物資の購入を目指し、労働組合の経営による「購買組合」の設立を計画。しかし経営側との交渉が難航し、労働運動指導者賀川豊彦の助言により、那須善治によって労働組合ではなく、市民的な社会事業としての生活協同組合の設立を計画。
- 1921年4月12日、日本初の市民による生活協同組合「神戸購買組合」創設。当初の組合員はわずか10名だが、年末には1,246人に増加。現在の神戸市中央区八幡通に初の店舗を開店、米や醤油といった日常必需品の販売を開始。また、当時一般的であった「御用聞き」も開始。黒い自転車に乗り街中を走り、組合員宅を回る姿が見られ、「購買さん」と呼ばれて親しまれた（この「御用聞き」制度は、昭和50年代まで続いた）。
- 一方、当時の関西財界の大物、那須善治が1921年5月26日、同様に賀川豊彦の助言により「灘購買組合」を創設、現在の神戸市東灘区住吉に本部を設置。当初の組合員は約300名だが、こちらは那須の人脈により、富裕層の組合員が多かった。神戸購買組合とは設立基盤が大きく異なり、これら2組合はそれぞれの道を歩み始める。
- 1923年9月1日に発生した関東大震災に対し、神戸購買組合と灘購買組合は「助け合い」の精神に基づき、組合員からの義援金と救援物資を送付。
- 1923年、灘購買組合が芦屋に出張所を開設。当時「お屋敷価格」に苦しんでいた住民に、大歓迎を受けた。
- 1924年、神戸購買組合が名称を「有限責任購買組合神戸消費組合」（以後「神戸消費組合」と呼ぶ）と改称。原因は経営難で、設立直後に勃発した川崎・三菱労働争議の余波により、組合員募集、利用高ともに低迷が続いており、これを機にそれまでの労働者層中心から、一般層への基盤拡大を図った。
- 1920年代から灘生活協同組合[注 2] や神戸消費組合[注 3] で「家庭会」が行われ始めた。家庭会の中では主婦たちが裁縫の手順や食べ物の保存の仕方を学びあったり、社会や経済の動きの講話会を開催するなどしていた。「家庭会」の活動は戦後に永谷晴子らが発展させ、現在のコープこうべの組合員活動（通称「くみかつ」）や「コープくらしの助け合いの会」にも受け継がれている[4]。
- 1931年、灘購買組合の芦屋出張所が、初のセミ・セルフサービス方式の店舗「組合ストアー」を開店。アメリカ式のスーパーマーケットに似た店舗形態を採用。また、料理講座なども開講。これらは、地域の組合員から大好評をもって迎えられた。なお、計量や伝票記入も組合員任せであり、商品のロスが増えたため、セミ・セルフサービス方式は後にいったん姿を消した。
- 1931年頃から、世界恐慌の影響もあり、景気が悪化。購買組合が地元小売商人の反感を買うことになり「灘購買打倒運動」が勃発。以後数年にわたり、購買組合つぶしを目的とした議員への陳情や裁判所への申し立て、抗議デモや生協の御用聞きへの嫌がらせなどが続発した。
- 1931年4月、神戸消費組合が葺合区旗塚通に本部を移転。同時に商品陳列室を設置、組合員に取扱品の紹介を開始（約30種類500品目を取扱い）。
- 1932年末、周辺地区の「わが町にも生協を」の声に応え、灘購買組合が西宮市森具に西宮出張所を設置、活動許可を申請したがなかなか許可が下りなかった。
- 1933年2月、西宮地区に「西宮消費組合」が誕生。設立背景が神戸消費組合と似ていたため、神戸消費組合と姉妹的な関係を築いた。
- 1933年9月、神戸消費組合が灘区篠原中町の六甲支部に、百貨店方式の店舗を設置（神戸消費組合の初店舗）。
- 灘購買組合の西宮での活動許可が下りないため、地域住民が独自の組合開設を企画。これを灘購買組合が全面支援、西宮出張所を「甲陽消費組合」と改め、1934年9月に正式発足。認可は同年11月で、同時に甲子園支部を開設、東は森具、南は甲子園、北は仁川までをカバーする広範囲の組合となった。
- 1936年1月、灘購買組合は特に組合員が増加した西支部を八幡支部と改称、最新設備を持つ店舗を開店。これにより、六甲地域において神戸消費組合と事業地域の重複が発生。不必要な競争やトラブルを避けるため、同年7月11日に、事業境界などを定めた地域協定を締結。両組合間で、実質的な共存共栄路線がスタートした。
- 西宮地区で、甲陽消費組合と西宮消費組合の競合が発生。協同組合運動に好ましくない状況となったため、1936年4月、西宮消費組合は甲陽消費組合と合併。当時、甲陽が約1,100人、西宮が約800人であり、計1,900人規模の大規模消費組合が誕生。これは、灘・神戸の各組合も歓迎し、各組合はさらに良好な関係を築いていく。
- 1937年4月、神戸消費組合が須磨支部の店舗を開店。同年7月には長田支部を設置、西部方面へ進展。また、組合職員を養成する「神戸消費組合学校」を開校、高等小学校の卒業生を受け入れ、半年の課程を卒業した者は生協職員となった。
- 1937年7月、伊丹消費組合設立。
- 1938年4月、灘購買組合も消費組合学校を開校（甲陽、伊丹の各組合、および大阪の公益社と合同）。講師に、組合活動指導者のほか、関西学院や神戸商大（後の神戸大学）など、第一線の教授陣を招いた。生徒も、高等小学校卒から大学卒まで幅広かった。
- 1938年5月、甲陽消費組合は西宮購買組合（1932年設立）と合併。
- 1938年12月19日、灘購買組合初代組合長・那須善治が逝去。享年73。
- 1938年7月、阪神大水害発生。灘購買、神戸消費の各組合も大きな被害を受けたが、甲陽消費組合をはじめ周辺の組合や、被災をまぬがれた地区の支部、全国消費組合協会などより支援を受け、いち早く被災地区の救援と、商品の供給を再開。
- 1939年、甲陽消費組合は西宮樽工消費組合（1924年設立）と合併。
- 1941年、政府による生活必需品の配給制度が始まり、生協事業に大打撃を与える。さらに、同年12月には太平洋戦争開戦。青少年の徴兵、軍需工場への徴用、また前年に施行された青少年雇入制限令もあり、各組合でも慢性的な人手不足が発生。さらにガソリン統制が始まり、御用聞きや配達に深刻な影響を及ぼした。
- 1945年、神戸大空襲。灘購買組合の本部が焼失、また甲陽消費組合本部、支部も壊滅的な打撃。神戸消費組合も本部、長田、兵庫などの各支部が焼失と、各組合は大きな被害を受けた。

### 戦後～大合併まで
- 1945年8月15日、終戦。生活に必要な物資がヤミ市場へ流れ高騰する中、改めて組合の必要性が認識され、灘・神戸の各組合はいち早く復興に向け立ち上がる。しかし、全国の生協で、第二次世界大戦を生き延びたのは、福島消費組合と、灘・神戸のわずか3組合だけであった。
- 戦後の物価高騰のため、政府は生鮮食料品について価格・配給統制を実施。灘・神戸の組合は、単なる配給機関にとどまらず、独自に荷受けを行う必要を認め、戦前の兵消連（兵庫県市街地購買組合連合会）を復活した上、青果物荷受機関の資格を獲得。さらに水産物、衣料品の荷受権も獲得し、順調な物資調達・供給を実施。
- 1946年6月23日、日本協同組合同盟が「協同組合法制定促進実行委員会」を結成、生協活動の自由を定める法律の制定を目指し、法案の作成を開始。一方で「100万人署名・1人1円募金募集運動」を展開、65万人の署名を集める。
- 1947年、「有限責任播磨造船所購買利用組合」発足。戦後の生活難を乗り切るべく組織された、いわゆる職域生協である。本部は相生市。
- 1948年7月5日、消費生活協同組合法が成立。各地の商工会議所の強い反対による難産の末の誕生であった。これにより、灘購買組合が「灘生活協同組合」（以後、灘生協と呼ぶ）に、神戸消費組合は「神戸生活協同組合」（以後、神戸生協と呼ぶ）に改称。
- 兵消連の経営難により、灘生協も経営難に。兵消連は解散に至るが、その負債約1,800万円が保証責任を負う灘生協に転嫁され、灘生協は存続の危機に。経営努力、増資キャンペーン、組合債発行などにより持ち直し、約5年で負債を完済。
- 1949年、永谷晴子が理事に就任する。永谷は戦前から続く「家庭会」を発展させ、家事代行サービスのグループ ｢四ツ葉会｣ や経済的な自立を目指す女性たちが結成した「婦人共栄会」の立ち上げを主導した。また「家庭会」で協同炊事、自作紙芝居作りの普及、家計簿のつけ方の講習会や家計グループの組織化にも尽力した。永谷の活動は羽仁もと子の全国友の会の影響も強かったという。「家庭会」の活動は現在のコープこうべの組合員活動（通称「くみかつ」）や「コープくらしの助け合いの会」にも受け継がれている[4][5]。
- 1950年末、神戸生協がスーパーマーケット式店舗を開設。
- 1954年4月、灘短期生協学校が開校。人材育成を目的とし、中堅職員を対象として、多彩な講師が教壇に立った。
- 1957年4月、神戸生協が中央店舗を改装、神戸市内で初のセルフサービスストア「協同生活センター」を開設。しかしノウハウが不十分のためトラブルが多発、約半年で旧来の対面方式販売に戻った。
- 1957年、灘生協がセルフサービス店「芦屋フードセンター」を開店。これは、御用聞きの需要が高い灘生協において、そのコストが問題となっていたところに、折しも同年に「主婦の店ダイエー」が開店、量販・安売りスーパーの時代に突入しつつあったものを、いち早く取り入れたものである。
- 1959年、短期神戸生協学校が開校。講義内容は、灘短期生協学校と同様であった。
- 1960年、神戸生協が「協同生活センター」の経験に基づき、改めて完全セルフサービス方式の店舗「舞子センター」をオープン。
- 1960年、有限責任播磨造船所購買利用組合が、播磨造船所と石川島重工の合併により「播磨生活協同組合」と改称。相生市から周辺の上郡町、赤穂市、龍野市にも店舗展開を推進。
- 1961年、灘生協が「芦屋フードセンター」を改装の上「くみあいマーケット芦屋店」にリニューアル。また、本部の新築とともに、その1・2階に「くみあいマーケット住吉店」を開店。本格的なスーパーマーケット方式店舗の導入を開始。この時、各店舗の営業終了後、主任職員が住吉店に集まり、スーパー運営を約2年間研究した高村勣店長から知識を学ぶ勉強会、通称「高村学校」が実施されていた。

### 大合併～震災まで
- 1962年4月1日、約40年の長きにわたり、密接な協力をしつつも2つの組合であった灘・神戸の両生協がついに合併、日本一のマンモス生協「灘神戸生活協同組合」（以後、灘神戸生協と呼ぶ）が誕生。合併時の組合員数45,000人、供給高31億円という巨大組織であり、東は伊丹・尼崎から西は舞子まで東西36km、支部19、店舗6のほか、食品工場や霊園も保有。
- 1967年、灘神戸生協の本拠地・住吉に、ダイエーが出店。くみあいマーケット住吉店の1.7倍の店舗規模を誇り、品揃えで圧倒的な劣勢が予想される中、生協側は「利益率を落としても品質は落とさない」ことを大前提に、店舗、商品、仕入れの見直しを行い、店頭での青空市などを実施、供給高アップという事実上の勝利をおさめた。
- 1967年、組合員数が10万人を突破。合併後5年で倍増したことになる。同時に、ダイエーをはじめとする各スーパーマーケットとの競争も激化。対抗策として、確かな品質を保証するコープオリジナル商品の開発が本格的にスタート。
- 1967年10月、本部内に「商品検査室」が発足。食品の細菌や成分、残留農薬、添加物などの各種検査を実施、有害物を含む食品の追放に貢献。
- 1973年秋、オイルショック勃発。トイレットペーパーをはじめとする生活必需品が品薄となり、便乗値上げ・販売規制が進む中「コープにはある」「コープは便乗値上げをしていない」とのことで新規加入者が激増。12月と翌年1月だけで5万5千世帯もの加入があったが、それらは「ほしいものが手に入ればいい」という、「協同の精神」にはほど遠いものであった。
- 1974年2月、オイルショック騒動の収束とともに、その反省に立った「生活見直し運動」が始まる。実利追求、ムダの排除、過剰包装の追放を3本柱とする「見直し運動推せん商品」100品目の選定なども実施。さらに、包装のムダ追放の一環として、買い物袋「コープバッグ」の導入も開始。
- 1978年、「買い物袋再利用運動」開始。
- 購買組合の設立以来、半世紀の間続き組合員に親しまれた、戸別訪問による「御用聞き」（この時代では「家庭係」）のコストが問題となり、また家庭係を担当する若い職員の確保も難しくなり、運営が厳しくなってきた。これに対応し、組合員を「ご近所でグループ化」して「協同購入」することで「家庭係」を廃止、組合員との協力により、グループへ安く供給を行う制度への移行が実施された。1979年、6,476グループで発足。
- 1982年、創立60周年記念事業として、生活文化センターを新築、開設。生活文化活動の新しい拠点となる。これに伴い、以前の活動拠点であった生協会館には、本部から商品検査室が移転し「商品検査センター」として新発足。こちらはフロア規模が5倍となり、より高度で詳細な検査が行えるようになった。
- 1987年、組合員85万世帯達成。
- 1989年、大型店舗「シーア」をＪＲ住吉ターミナルビルに開店。
- 1991年、創立70周年。また、1月22日には組合員100万世帯達成。新たな再出発の時に当たり、名称を灘神戸生協から「生活協同組合コープこうべ」（以後、コープこうべと呼ぶ）に改称。新事業として「協同学苑」「ふるさと村」「フードプラン」を推進。
  - 協同学苑は、生協学校の構想をベースに、学習・交流・情報発信の拠点を目指し、1991年9月、三木市志染町に開設。宿泊施設、体育館、図書館などを備える。
  - ふるさと村は、前年の1990年10月、宍粟郡千種町（現宍粟市）に「コープふるさと村ちくさ」をオープン。主に都市部に住む組合員に、新しいふるさとを提供しようとする事業。自然観察、工芸が楽しめるとともに、地域の人々との交流も推進。続けて「エルムいちじま」「コープふるさと村やちよ」もオープンしている。
  - フードプランは、生産者と消費者が協力して安全・安心な食品づくりをめざすものであり、1991年4月に、フードプランとしては鶏卵が初めてコープの店頭に並んだ。消費者が産地を直接訪れ、生産者と意見交換をする等の交流会も開かれている。
- バブル崩壊と、それに続く平成不況で、消費者はより厳しく「品質と価格の両立」を追求。コープこうべは、組合員の家計を応援する「コープ安心生活宣言」を継続して実施。コープ商品の見直しや改善・開発にも積極的に取り組む。
- 1992年7月22日、兵庫県全域がコープこうべの活動区域として認可される。生協法の枠組みの中では、最大の活動エリアとなる。

### 震災以後
- 1995年1月17日未明、阪神・淡路大震災発生。阪神間が活動の中心のコープこうべも、総額500億円を超える壊滅的な打撃を受ける（当時の出資金総額が364億円であり、いかに大きな損害かがわかる）。
  - メイト（パート労働者）、アルバイトを含め11人の職員が死亡。
  - 生協本部の建物が横倒しとなり倒壊。宿直の警備員1名が死亡。
  - 店舗、協同購入センターは12か所が全壊。半壊や損壊は多数。
  - 本部が倒壊したため、生活文化センターに当日午後「緊急対策本部」を設置。即座に被災者支援をスタート。
  - 日本生協連では、当日午前中に支援対策本部を設置、即座に救援物資の手配を開始。翌18日、大阪の関西支所内に現地対策本部を設けてコープこうべ支援窓口とする。
  - 全国の生協からは、日本生協連を通さず、直接続々と支援が続いた。
  - 翌18日、全壊したコープ六甲が駐車場に商品を並べて供給再開。
  - 震災後1週間で、151店舗が再開（うち25店舗は、店頭のみの青空店舗）。
  - ボランティアと、支援を求める人々の的確な橋渡しを目的に、1月26日に生活文化センターに「ボランティア支援窓口」を開設。
  - 1月末、生活文化センターの緊急対策本部を解消。2月1日に常任理事会による「コープこうべ災害復興会議」を設置、本部を協同学苑に移し機構改変を実施。
  - 2月3日、「コープボランティア本部」を設置。各地区本部のボランティアセンター（2月中旬設置）と連携、ボランティア活動をバックアップ。
- 1995年4月、播磨生活協同組合が合併。組合員は115万3千人に。
- 1995年、環境問題対策として、ポリ買い物袋を有料化（1袋5円）。買い物袋の代金は、地域緑化や環境学習支援などに活用。
- 1996年2月、息の長いボランティア活動の支援を目的として「コープともしびボランティア振興財団」を設立。
- 高齢者福祉の充実の必要性に鑑み、1996年8月には「特別養護老人ホーム協同の苑・六甲アイランド」をオープン。市営住宅の1・2階を利用した都市型老人ホームであるが、デイサービスやショートステイという在宅福祉サービスも実施している。さらに、1996年11月、震災で全壊したコープリビング甲南の再建に当たり、その2階に「は～とらんど」を設置。介護・リハビリ用具をはじめとする福祉用具を展示販売し、また情報提供・相談コーナーを設置する等、福祉・介護の総合拠点となる。
- 1996年9月、積極的な被災者支援策を講じない政府に対して、全国の生協とともに「地震災害等に対する国民的保障制度を求める署名推進運動」を開始。目標の2,500万人は達成できなかったが、コープこうべだけでも356万7,731人、全国では約2,400万人の署名を集めた。これは1997年2月に首相に提出され、政府による自然災害の被災者への支援を保障を検討する審議会の設置を要請。翌1998年5月の「被災者生活再建支援法」成立という成果に結びついた。
- 1990年代後半、アウトレットや100円ショップに代表される「激安」「価格破壊」という流れが生じ、大手スーパーマーケットが業績不振となる中、生き残りを賭けた取り組みとして、コープこうべは1997年5月、「店舗学校」を開設。これは、店舗実務力の向上を目的とした、店長や部門チーフを対象とした教育機関である。コープこうべ（およびその前身の生協）直営の教育機関が、「高等小学校を卒業した生協職員候補の養成」「中堅職員の養成」「店長などのリーダー養成」と、時代背景とも相まって、変遷している。
- 1998年、上半期の業績が8億円の赤字を計上（当期剰余金）。同年9月より「経営再生計画」の準備を開始。
- 1999年6月、第79期通常総代会において、組合長ほかトップ人事を一新。経営再生を目指し、新執行体制が組まれる。
  - 赤字店解消のため、「店舗経営評価検討委員会」を設置。コープミニ14店舗、コープ1店舗、コープリビング1店舗の閉鎖を決定。
  - 組織改革、希望退職募集も開始。約630名の正規職員がこの退職募集に応じた。
- このころ、神戸市から旧東灘区役所庁舎（現在の庁舎の真向かい）を借り受け、同所を本部とする。
- 2001年、創立80周年。コープ商品の全面見直しを実施、新オリジナルブランド「コープス」登場。
- 2005年4月1日、組合員証の「ポイントカード化」を実施。前年度で年0.1％の利用高割り戻し（出資金に組み入れ）を廃止し、利用高200円で1ポイント、500ポイントで500円分の買い物券として即時還元（実質0.5％相当）。ただしポイント倍付けセール（2倍、5倍など）があるため、還元率はさらに高くなる。組合員証は表示の書き換えが可能なものとなり、保有ポイントや直近の利用日などが常に確認できる。
- 2007年6月1日、レジ袋の完全有料化を実施。1995年以来の、袋詰め時に必要なら1枚5円で購入（ただしこの支払いは利用者の良識に頼っていた）としていたものを、レジでの精算（レジ前にレジ袋を設置、精算前に必要枚数を取ってカゴに入れる）に変更。なお、レジ袋1枚当たりの代金は5円で変わっていない。
- 2007年11月、本部が12年ぶりに元の場所に戻る。但し、経費節減のため祝賀行事の類は一切行われなかった。
- 2009年7月、前年の生協法改正（隣接都府県にも区域拡大可能）を受け、京丹後市へ区域を拡大[6]。兵庫県外への初のエリア拡大。
- 2011年
  - 4月1日、姉妹生協である大阪北生活協同組合を合併、コープこうべ大阪北地区となる。
  - 10月、コープ西宮北を拠点に「移動店舗」を開始
- 2014年10月、オリジナルキャラクター「コーピー」がデビュー。
- 2016年6月、オリジナル電子マネー「COPICA（コピカ）」を全店舗で導入。[注 4]
- 2016年10月、自宅～店舗間送迎サービス「買いもん行こカー」を開始。コープデイズ神戸北町を皮切りに、現在20店舗余りで実施されている。利用対象は高齢者・障害者・妊婦・幼児連れの何れかに該当する組合員となっており、予め利用登録が必要。週1往復、無賃にて運行される。
- 2017年4月、電力小売事業「コープでんき」を開始。
- 2017年4月、宅配の商品カタログ『めーむ』の注文ができる「コープこうべアプリ」を開始。
- 2021年4月、創立100周年。
- 2021年10月1日、店舗と宅配と「コープでんき」で別になっていたポイント制度を『コーピーポイント』に統一し、同日より、組合員証機能と電子マネー機能を一体化した「コーピーカード」を全店舗に導入。

## 店舗

### 営業終了候補店の設定・取り組み
2022年度までは営業終了決定後に知らせていたが、「もっと早く知らせてくれたら、私たちにもできることがあったのでは」との意見を受け、2023年度から「営業終了候補店」の設定を開始した。　

### かつて存在した店舗
現行店舗については 店舗情報 を参照
- コープ茨木藤の里（2020年7月9日閉店）[9][10]
- コープミニ川原（2020年9月21日閉店）[11]
- コープミニ荻野（2021年1月25日閉店）[12]
- コープミニ甲南山手（2021年1月28日閉店）[12]
- コープミニ相生緑が丘（2021年2月8日閉店）[13]
- コープミニ氷室（2021年2月11日閉店）[13]
- コープ尼崎名神（2021年2月18日閉店）[14]
- コープ藤原台（2021年2月25日）[14][15]
- コープミニ伊丹桜ヶ丘（2021年3月15日閉店）[16]
- コープ香櫨園（2021年6月3日閉店）[17]
- コープ西宮南（2021年6月10日、店舗移転のため閉店[18]）
- コープミニ一里山（2022年1月17日閉店）[19]
- コープミニ真野（2022年2月24日閉店）[20]
- コープミニ南落合（2022年3月24日閉店）[20]
- コープミニ中山桜台（2022年3月24日閉店）[21]
- コープミニ桜の町（2022年12月8日閉店）[21]
- コープミニ泉丘（2023年1月12日閉店）[21]
- コープ西宮北（2023年2月16日閉店）[21][22]
- コープミニ大池（2023年2月26日閉店）[21]
- コープ西脇（2023年3月16日閉店）[23]
- コープミニ中津（2023年3月30日閉店）[21]
- コープつかしん（2024年1月18日閉店）[24]
- コープミニ荒田（2024年1月25日閉店）[24]
- コープミニ山田（2024年2月8日閉店）[24]
- コープ東加古川（2024年3月7日閉店）[24]
- コープ行基（2025年1月閉店）[25]
- コープ加西(2025年3月27日閉店)[26]

### 閉店予定の店舗
- コープ箕面中央（2025年5月29日閉店予定）[26]

## その他

### 環境への取り組み
現在地球環境保全に関して問題となっている「レジ袋問題」についても、1970年代以後、先進的な試みを取り入れている。
1974年、布製買い物袋「コープバッグ」を一部店舗でテスト使用。1袋あたり200円で購入できた。
1978年には、灘神戸生協の全店舗で紙袋からポリエチレン製レジ袋への切り替えを実施した。同時に使用済みのレジ袋を再利用するとレジ係が「買物袋再利用カード」にスタンプを押し、スタンプが10個集まると50円引きになるという、全国初のサービスを開始した。1991年には、スタンプの対象を持参したすべての買い物袋に拡大した。
さらに1995年には、当時としては全国でも珍しい「レジでは原則レジ袋を渡さず、必要な者は1枚あたり5円を負担してもらう」という試みに出た。当初はトラブルもあったが、組合員には無料で買い物袋を貸し出したり、レジ袋の売り上げを環境保護活動に使用するなどの成果で、後には定着した。とは言え、サッカー台にレジ袋を設置し、レジ袋が必要なら代金投入箱に1枚あたり5円を利用者自身が投入して使用するという「自己申告制」であり、利用者の良識に頼る部分が多く、代金を払わずにレジ袋を取って使う利用者も見受けられる等、不公平感が残る形ではあった。
地球環境保護意識の高まりと、イオングループがレジでのレジ袋有料化に踏み切ったこともあり、2007年6月1日から、それまでの袋詰め時の負担（上記）から、レジでの負担に変更された。これにより、10年以上続いた自己申告制による不公平感も一掃されている。なお、このレジ精算方式は6月1日以前に一部店舗でテストケースとして実施していた。
2020年6月1日から、弁当・寿司・衣料品用を含む、すべてのレジ袋の有料化に踏み切った。

### 提携クレジットカード
従来より「グラシアカード」→「ニューグラシアカード」として、JCB・NICOS・三井住友VISAカードとの提携カードを発行していたが、2010年11月30日をもって提携を解消した。2021年には、三井住友カードとの提携で「コーピークレジットカード」の発行を開始している。

### 定期刊行物
1962年に機関紙『協同』（後に『きょうどう』に改称）を創刊。2014年時点での発行部数は60万部。
1988年に情報誌『コープステーション』を創刊（創刊号は1988年10月号）。創刊10周年を迎えた1998年時点での発行部数は約20万部。2018年2月発行号の発行部数は8万5000部。

## 広告宣伝

### イメージソング・店内BGM
- コープソング「ねえ手をつないで」[34]

1作目のイメージソング。1978年制作。同年開催の創立祭を記念して制作された。歌詞は組合員からの一般公募により決定された。作詞：矢田貝えみ、作曲：キダ・タロー。
発表から1年後の1979年5月にボニージャックスの歌唱による非売品ソノシートが制作された。また、CD『浪花のモーツァルト キダ・タローのすべて』に収録されている。
- コープソング「風のように」[36][37]

2作目のイメージソング。1981年制作。創立60周年を記念して制定された。コープこうべの店内BGM として知られており、基本的に毎時30分頃にこの曲が流れる（コープミニを除く）。歌詞は組合員からの一般公募により決定された。作詞：立石博子、作曲：後藤悦治郎、編曲：竹田一彦、歌：紙ふうせん。
制定当時、非売品シングルレコードが制作された（機関紙『協同』の企画で組合員に4000枚が配布された）。2020年現在、レコード・CDの市販はされていない。
- 「未来の君へ」[36][40]

3作目のイメージソング。1991年制作。創立70周年を記念して制定された。コープこうべ店内で閉店間際に流れる。歌詞は組合員からの一般公募により決定された。作詞：本田千鶴子、補作詞・作曲・歌：イルカ。1991年6月21日発売のイルカのシングル『終恋／未来の君へ』収録。
- 「進め!コーピー!」

4作目のイメージソング。2016年制作。コープこうべのマスコットキャラクター「コーピー」のテーマソング。作詞：井指冬輝、作曲：松田央、歌：にこいち。2016年8月3日発売のにこいちのミニアルバム『あすなろ』収録。
- 「やさしさつむいで」

5作目のイメージソング。2021年制作。創立100周年を記念して制定された。作詞・作曲：臼井真。歌詞は組合員から一般公募されたフレーズを基に臼井がとりまとめて一曲として制作した。2021年からコープこうべ店舗でBGMとして流される。
- 「This Old Man」[36]

店内BGMの「ポイント5倍」の原曲。サントリーウイスキーのコマーシャルソングにも使用されている。
その他、ラジオ関西のラジオ番組「三上公也の朝は恋人」（月～木曜）と「寺谷一紀のまいど!まいど!」（金曜）の番組内でコープこうべのコーナーを放送している関係で、店内では三上公也と寺谷一紀からの組合員へのメッセージが流れる（2020年6月現在）。

## 関連施設
- 食品工場 - 神戸市東灘区向洋町西2-1（見学可能、2025年3月廃止予定[44]）